# Championnat d'Irlande du Nord de football 2005-2006
Navigation
Édition précédente Édition suivante
Le 104e Championnat d'Irlande du Nord de football se déroule en 2005-2006. Linfield FC remporte son quarante sixième titre de champion d’Irlande du Nord avec douze points d’avance sur le deuxième Glentoran FC. Portadown FC, complète le podium.  
Linfield réalise le doublé Coupe/Championnat en battant en finale de la Coupe d'Irlande du Nord de football son dauphin en championnat Glentoran par 2 buts à 1.
Le système de promotion/relégation est maintenu. L’équipe classée dernière de première division est reléguée et remplacée par l’équipe qui a gagné la deuxième division. Ards FC descend donc en deuxième division pour être remplacée par Crusaders FC qui n’aura donc passé qu’une seule année en deuxième division.
L’équipe classée quinzième de première division participe à un match de barrage (aller-retour) contre celle qui a terminé deuxième de deuxième division ; le vainqueur étant qualifié pour la première division. Donegal Celtic bat Institute FC et prend sa place en première division.
Avec 25 buts marqués en 30 matchs, Peter Thompson de Linfield FC remporte pour la première fois le titre de meilleur buteur de la compétition. 

## Les 16 clubs participants
| Club             | Stade                 | Capacité | Ville       |
| ---------------- | --------------------- | -------- | ----------- |
| Ards FC          | Castlereagh Park      | 8 000    | Newtownards |
| Armagh City      | Holm Park             | 3 000    | Armagh      |
| Ballymena United | The Showgrounds       | 7 500    | Ballymena   |
| Cliftonville FC  | Solitude              | 7 200    | Belfast     |
| Coleraine FC     | The Showgrounds       | 6 600    | Coleraine   |
| Distillery FC    | New Grosvenor Stadium | 8 000    | Lisburn     |
| Dungannon Swifts | Stangmore Park        | 3 000    | Dungannon   |
| Glenavon FC      | Mourneview Park       | 7 300    | Lurgan      |
| Glentoran FC     | The Oval              | 14 100   | Belfast     |
| Institute FC     | YMCA Grounds          | 2 200    | Drumahoe    |
| Larne FC         | Inver Park            | 6 000    | Larne       |
| Limavady United  | The Showgrounds       | 1 500    | Limavady    |
| Linfield FC      | Windsor Park          | 20 500   | Belfast     |
| Loughgall FC     | Lakeview Park         | 3 000    | Loughgall   |
| Newry City       | The Showgrounds       | 6 500    | Newry       |
| Portadown FC     | Shamrock Park         | 5 800    | Portadown   |

## Compétition

### Classement
Le classement est établi sur le barème de points classique (victoire à 3 points, match nul à 1, défaite à 0).
| Rang | Équipe           | Pts | J  | G  | N  | P  | Bp | Bc | Diff |
| ---- | ---------------- | --- | -- | -- | -- | -- | -- | -- | ---- |
| 1    | Linfield FC C    | 75  | 30 | 23 | 6  | 1  | 88 | 23 | +65  |
| 2    | Glentoran FC T   | 63  | 30 | 19 | 6  | 5  | 60 | 28 | +32  |
| 3    | Portadown FC     | 54  | 30 | 16 | 6  | 8  | 53 | 36 | +17  |
| 4    | Dungannon Swifts | 50  | 30 | 13 | 10 | 7  | 61 | 41 | +20  |
| 5    | Cliftonville FC  | 47  | 30 | 13 | 8  | 9  | 45 | 35 | +10  |
| 6    | Newry City       | 45  | 30 | 12 | 9  | 9  | 45 | 35 | +10  |
| 7    | Ballymena United | 45  | 30 | 13 | 6  | 11 | 42 | 48 | -6   |
| 8    | Distillery FC    | 44  | 30 | 12 | 8  | 10 | 44 | 38 | +6   |
| 9    | Coleraine FC     | 37  | 30 | 11 | 4  | 15 | 40 | 57 | -17  |
| 10   | Limavady United  | 36  | 30 | 9  | 9  | 12 | 42 | 49 | -7   |
| 11   | Loughgall FC     | 34  | 30 | 9  | 7  | 14 | 33 | 38 | -5   |
| 12   | Larne FC         | 30  | 30 | 7  | 9  | 14 | 42 | 63 | -21  |
| 13   | Glenavon FC      | 30  | 30 | 7  | 9  | 14 | 35 | 59 | -24  |
| 14   | Armagh City      | 30  | 30 | 9  | 3  | 18 | 38 | 69 | -31  |
| 15   | Institute FC     | 26  | 30 | 6  | 8  | 16 | 37 | 58 | -21  |
| 16   | Ards FC          | 20  | 30 | 6  | 2  | 22 | 31 | 62 | -31  |

| Légende : Qualifications et relégations | Légende : Qualifications et relégations                                      |
| --------------------------------------- | ---------------------------------------------------------------------------- |
|                                         | Ligue des champions de l'UEFA 2006-2007                                      |
|                                         | Coupe UEFA 2006-2007                                                         |
|                                         | Relégation en deuxième division                                              |
|                                         | Barrage de relégation contre le deuxième de D2                               |
|                                         | T : Tenant du titre C : Vainqueurs de la Coupe d'Irlande du Nord de football |

#### Matchs de barrage
|  | Institute FC | 1-3 et 0-0 | Donegal Celtic |  |  |
|  |              |            |                |  |  |

## Bilan de la saison
| Tableau d'Honneur                         |             |
| Compétition                               | Vainqueur   |
| Championnat d'Irlande du Nord de football | Linfield FC |
| Coupe d'Irlande du Nord de football       | Linfield FC |

| Promotions et relégations |                             |
| Relégués                  | Ards FC Institute FC        |
| Promus                    | Crusaders FC Donegal Celtic |

## Statistiques

### Meilleur buteur
1. Peter Thompson, Linfield FC, 25 buts